# TVBV
TVBV (Te Verkopen Bewegend Video B.V.) is een Nederlandse televisieproductiemaatschappij opgericht door Jeroen Pauw en Peter Adrichem in 2000. Sinds 2018 is TVBV onderdeel van de Endemol Nederland Mediagroep, gevestigd in Amsterdam. In september 2024 werd bekend dat de bedrijfsactiviteiten van TVBV aan het einde van dat jaar beëindigd zouden worden.
Het bedrijf ontwikkelt en produceert programma's op het gebied van nieuws, actualiteit, human interest en infotainment voor publieke omroepen en commerciële zenders. Bekende programma's zijn onder meer 5 jaar later, Pauw, Jinek, De Hofbar en Op1. Daarnaast investeert het bedrijf actief in samenwerkingen met presentatoren en programmamakers die passen bij het profiel van TVBV, zoals Jeroen Pauw zelf, Fidan Ekiz, Rutger Castricum en Rik van de Westelaken.

## Producties
- 4 Seizoenen aan de Amstel
- 5 jaar later
- De Hofbar
- De Hofkar
- De Leescoupé
- De Rode Kamer
- De sterren van Bethlehem
- Emmen op 1
- Feyenoord op 1
- Freek Vonk in Australië
- Freek Vonk in Latijns-Amerika
- Goedemorgen Nederland
- Het Debat van Nederland[1]
- Herberg Europa
- Het doet zo zeer
- Inside Oud
- Jinek
- Lang zal je Lever
- Lijst 0
- Marokko op 1
- Nederland is Vol
- Onze jongens op Java
- Op1
- Oud & Nieuw onder vuur
- Parla
- Pauw
- Pauw komt binnen[2]
- Pauw & Jinek: De Verkiezingen
- Pauws Verkiezingsdebatten[3]
- Praat Nederlands Met Me
- Rik over de grens
- Scheefgroei[4]
- StemWijzer
- Storm op komst
- Typisch Nederlands
- Weg met 2010
- Westermans Nieuwe Wereld